# فيلب سلير
فيلب «فلب» سلير (4 ديسمبر عام 1923 - 9 أبريل عام 1943) هو صفاف حروف هولندي من أصول يهودية عاش في أمستردام خلال فترة الاحتلال الألماني لهولندا إبان الحرب العالمية الثانية. استلم سلير رسالة من المجلس اليهودي لمدينة أمستردام حين كان عمره ثمانية عشر عامًا أوعزته بالذهاب إلى معسكر مولنخوت تنفيذًا لأوامر صادرة عن سلطات الاحتلال الألماني أو مواجهة الاعتقال. كتب سيلر 86 رسالة استعرض فيها تجاربه كعامل سخرة خلال الفترة التي قضاها في معسكر الأشغال في الفترة الممتدة من 25 أبريل حتى 14 سبتمبر عام 1942. استطاع سلير الفرار إلى أمستردام في نهاية المطاف وعاش متخفيًا وغالبًا ما كان يتموه ويتنقل بين عدد من المواقع المختلفة حتى لا ينكشف أمره.
ألقت قوات الأمن الخاصة النازية القبض على سلير في محطة السكك الحديدية المركزية بأمستردام في يوم 3 مارس عام 1943، وذلك قبل أن يتمكن من الفرار إلى سويسرا. كان سبب اعتقاله هو عدم وضعه لشارة النجمة الصفراء التي تشير إلى هويته اليهودية. نُقل سلير إلى معسكرين للاعتقال قبل قتله بالغاز السام في معسكر سوبيبور للإبادة في بولندا بعد مضي نحو شهر تقريبًا. احتفظ أهله بالرسائل التي كتبها وأبقوها مخفيةً استجابةً لرغبته واكتشفت هذه الرسائل بعد مرور خمسين عام. أعطيت هذه الرسائل إلى المعهد الهولندي للحرب والهولوكوست ودراسات الإبادة الجماعية، وغدت بعدها بحوزة ابنة عمه دبوراه سلير في نهاية المطاف في عام 1999. تولت دبوراه جمع الرسائل ونشرها مع بحث تاريخي شامل في كتاب يحمل عنوان الرسائل المخفية (2008).

## النشأة
ولد فيلب سلير في الطابق العلوي لشقة عائلته المؤلفة من ثلاثة طوابق والواقعة في شارع فرولك رقم 128 بمدينة أمستردام في هولندا بتاريخ 4 ديسمبر عام 1923. كان والده يدعى سالين سلير ووالدته تدعى ليندرت (إليازار) سلير. لقبه أصدقائه وعائلته بـ«فلب» وهو اختصار لاسمه. كان لسلير ميول موسيقية منذ الصغر إذ كان يحب الغناء وكان يعزف على الفلوت والمندولين. كذلك كان مهتمًا بالتصوير الفوتوغرافي. كان يبلغ طول قامته 1.72 مترًا (7.75 إنش) حين كان مراهقًا وكان لديه شعر أسود وعيون رمادية اللون. كانت حبيبته الأولى والتي تدعى تروس سانت تعزف على الطبول في فرقة موسيقية بأحد المراكز الشبابية العمالية، في حين كان سلير يعزف على الفلوت مع نفس الفرقة. لم يكن أهله راضون عن تروس لكونها تدين بالمسيحية.

## أواخر المراهقة
اجتاح الألمان هولندا في شهر مايو من عام 1940 حين كان سلير في السادسة عشر من العمر. بدأت حكومة الاحتلال باضطهاد اليهود من خلال إقرار مجموعة من القوانين التمييزية والتقييدية والتي فرضت عليهم التسجيل الإجباري فضلًا عن اتباع سياسة الفصل العنصري. أصدر الألمان في هولندا المحتلة أوامر فرضت على جميع اليهود ممن تجاوزت أعمارهم ستة أعوام ارتداء نجمة سداسية صفراء بحجم الصحن على ملابسهم الخارجية حتى يسهل التعرف عليهم. وكان ينبغي أن يتوسط هذه النجوم الحروف السوداء المكونة لكلمة «يود» والتي تعني «يهودي» باللغة الهولندية. واجه اليهود ممن لم يرتدوا واحدة من هذه الشارات عقوبات شديدة مثل ترحيلهم إلى معسكرات الاعتقال.
استلم سلير حين كان في الثامنة عشر إشعارًا في يوم 23 أبريل عام 1942. احتوى الإشعار على أوامر وجهته باستقلال أحد القطارات المتجهة إلى معسكر للسخرة. كان سلير حينها يعمل كمتدرب على صف الحروف في صحيفة آلخمين هاندلزبلات الصادرة يوميًا والتي عمل فيها والده. كانت هذه التوجيهات صادرة عن المجلس اليهودي لمدينة أمستردام، وجاءت تنفيذًا لأوامر صادرة عن المحتلين الألمان والذين توعدوا جميع الأشخاص الذين سيتجاهلون هذا الإشعار بمواجهة عواقب وخيمة (على غرار الاعتقال). ذهب سلير إلى معسكر مولنخوت وهناك أجبر على العمل بالسخرة تحت ظروف قاسية. كان المعسكر يقع في بلدة كوليندورن الواقعة شمالي مدينة هاردنبيرخ. كلف العمال بحفر قناة مائية خاصة بمسيل ومزراب إحدى الطواحين. كتب سلير عشرات الرسائل التي بعثها إلى عائلته وأصدقائه خلال الفترة التي قضاها في مولنخوت. وروى في هذه الرسائل شهادته عما عاشه في المعسكر.
تقرر إغلاق معسكر مولنخوت وإرسال السجناء إلى معسكر فستربورك للعبور الواقع ضمن مقاطعة درينته شمال شرقي هولندا في يوم 3 أكتوبر والذي يصادف عيد الغفران. كان المعسكر في الأساس عبارة عن موقع احتجاز مؤقت ليس إلا. من المحتمل أن سلير سمع عن المصير الذي واجهه اليهود في المعسكر (إبادتهم في معسكر آخر). وهكذا كتب آخر رسائله في يوم 14 سبتمبر عام 1942 وهرب بعدها من المعسكر قاصدًا أمستردام. ظل سلير متخفيًا وساعده الناس (المزارعين والعائلات) على الاختباء في كثير من الأحيان. استطاع بعد ذلك العمل سرًا في أحد المطاعم متخفيًا واستعمل أوراقًا ثبوتيةً مزورةً. حصل سلير على الحماية والمأوى من شقيق حبيبته جو الذي كان يعيش على بعد وحدتين سكنيتين من منزل أهله الواقع في شارع فرولك. غالبًا ما استطاع سلير زيارة أهله من خلال استخدام أوراق مزورة وتغيير مظهره الخارجي.
تنقل سلير بين عدد من المواقع المختلفة في أمستردام بين الفينة والأخرى. وكان حاله في ذلك حال جميع المتخفين الذين لجأوا إلى ذلك حتى لا يكشف الألمان أمرهم. قام كارل فون دير شكاف (صديق سلير المقرب) بالاتفاق مع أحد الأشخاص من بلدة بوسوم أو هيلفرسوم على الترتيبات اللازمة من أجل تهريبه إلى سويسرا. غير أن قوات الأمن الخاصة النازية (الإس إس) ألقت القبض عليه في محطة السكك الحديدية المركزية بأمستردام قبل أن يصعد على متن أحد القطارات المتجهة إلى سويسرا ووضعته رهن الاعتقال في يوم 3 مارس عام 1943. لم يُعرف من كان مسؤولًا عن إخبار الألمان عن خطة سلير بالفرار، ولكن تبين أن الشخص الذي ساعدهم في بوسوم أو هيلفرسوم كان غير جدير بالثقة. كان السبب المعطى في مذكرة الاعتقال الرسمية الصادرة عن الإس إس هو عدم ارتداء سلير لشارة النجمة الصفراء.
نُقل سلير إلى معسكر اعتقال سيرتوخيمبوس الواقع في مقاطعة شمال برابنت جنوبي هولندا. أشار الاستبيان المعطى للسجناء إلى أن سلير أبدى بعض المقاومة حين قبض عليه وأخِذ إلى سيرتوخيمبوس إذ ذكر الاستبيان وجود ندبات على شفته. كانت الفترة التي قضاها سلير وباقي السجناء في معسكر اعتقال سيرتوخيمبوس قاسية للغاية. إذ كانت الظروف بالغة السوء في المعسكر حتى أن أحد السجناء علق بقوله: «من المؤكد أنه لا يمكن للأمور أن تكون بهذا القدر من السوء في بولندا كما هي هنا في سيرتوخيمبوس. إنها الجحيم بحق. إنها الجحيم البغيضة!». بلغ عدد الأسرى المعتقلين في معسكر اعتقال سيرتوخيمبوس الذي كان واقعًا تحت إدارة الإس إس ما يناهز الـ18 ألف شخص. كان معظم هؤلاء السجناء من اليهود، ولكن احتوى المعسكر أيضًا على بعض السجناء السياسيين ومقاتلي المقاومة. نُقل سلير إلى معسكر اعتقال فستربورك بتاريخ 31 مارس عام 1943، وزُج في إحدى الثكنات العقابية.

## الوفاة
وضع 2,020 سجين ومن بينهم سلير والعديد من أصدقائه وأقاربه على متن عربة قطار مخصصة للمواشي في يوم 6 أبريل عام 1943. اتجهت هذه العربة من معسكر فستربورك إلى معسكر اعتقال سوبيبور للإبادة في بولندا الواقعة تحت الاحتلال الألماني. وصل السجناء إلى معسكر الإبادة في يوم 9 أبريل عام 1943، وقتل جميعهم بالغاز السام في غضون ساعات.